# Litsea rubescens
Litsea rubescens Lecomte – gatunek rośliny z rodziny wawrzynowatych (Lauraceae Juss.). Występuje naturalnie w południowych Chinach – w prowincjach Kuejczou, Hubei, Hunan, Syczuan, Junnan i południowa część Shaanxi oraz w Tybetańskim Regionie Autonomicznym. 

## Morfologia
PokrójZrzucający liście krzew dorastające do 10 m wysokości. Gałęzie są nagie i mają czerwonawą barwę.
LiścieNaprzemianległe. Mają kształt od eliptycznego do lancetowatego eliptycznego. Mierzą 4–6 cm długości oraz 2–3,5 cm szerokości. Ogonek liściowy jest nagi i dorasta do 12–16 mm długości.
KwiatySą niepozorne, jednopłciowe, zebrane po 8–10 w baldachy, rozwijają się w kątach pędów. Okwiat jest zbudowany z 6 listków o eliptycznym kształcie i żółtej barwie. Kwiaty męskie mają 9–12 pręcików.
OwoceMają kulisty kształt, osiągają 8 mm średnicy.

## Biologia i ekologia
Roślina dwupienna. Rośnie w wiecznie zielonych lasach oraz zaroślach. Występuje na wysokości od 700 do 3800 m n.p.m.